# کینان لانسدیل
کینان لانسدیل (به انگلیسی: Keiynan Lonsdale) یک بازیگر، خواننده و رقاص استرالیایی نیجریه ای‌تبار است که بیشتر برای ایفای نقش والی وست/کید فلش در سریال فلش شناخته شده‌است.

## زندگی شخصی
در سال ۲۰۱۷، لونزدیل در اینستاگرام ظاهر شد و گفت: "من دخترها را دوست دارم، و من پسرها را دوست دارم"  لونزدیل به عنوان عجیب و غریب توصیف شده است ،  اما خود را با یک برچسب جنسی خاص معرفی نمی کند.

## اوایل زندگی
لانسدیل در سیدنی در یک پدر نیجریه تبار از ادو و مادر استرالیایی‌تبار ایرلندی و دانمارکی به دنیا آمد. او کوچکترین در شش فرزند مادرش است و سه برادر و دو خواهر دارد و هفت فرزند نیز از طرف پدرش است. در کل وی یازده خواهر و برادر دارد.

## فیلم‌ها
- فلش در نقش والی وست/بچه فلش
- افسانه‌های فردا در نقش والی وست/بچه فلش[۵][۶]
- سوپرگرل در نقش والی وست/بچه فلش (۱ قسمت)
- مجموعه ناهمتا: هم‌پیمان در نقش اوریا پدراد
- ناهمتا: شورشی در نقش اوریا پدراد
- بهترین ساعات در نقش الدون هانون
- آکادمی رقص در نقش اولیور لیوید (نقش دوره ای)
- با عشق، سایمون در نقش برَم گرینفیلد
- با عشق، ویکتور در نقش برَم گرینفیلد (بازیگر مهمان)[۷]
- دیدن در نقش بوتس

## حواشی
در سال ۲۰۱۷ گرایش جنسی لانسدیل در شبکه‌های اجتماعی مورد توجه مردم قرار گرفته‌است. اگرچه بسیاری از رسانه‌ها در ابتدا اعلام کردند که وی فردی همه‌جنس‌گرا است، اما لانسدیل ترجیح می‌دهد برچسب گرایش جنسی خود را نشان ندهد.

## جوایز و نامزدها
| سال  | فیلم           | جایزه                  | دسته‌بندی                        | نتیجه    | منبع   |
| ---- | -------------- | ---------------------- | ------------------------------- | -------- | ------ |
| ۲۰۱۸ | با عشق، سایمون | جایزهٔ سینمایی ام‌تی‌وی   | بهترین بوسه (با نیک رابینسون)   | برنده    | [ ۱۰ ] |
| ۲۰۱۸ | با عشق، سایمون | جوایز برگزیدهٔ نوجوانان | رابطه برگزیده (با نیک رابینسون) | نامزدشده | [ ۱۱ ] |